# Dipartimento di Ñeembucú
Il dipartimento di Ñeembucú è il dodicesimo dipartimento del Paraguay, situato nella parte meridionale del paese. Il capoluogo è la città di Pilar.

## Divisione politica
Il dipartimento è diviso in 16 distretti:
| Distretto                     | km²   | Abitanti (2002) | Carta politica del dipartimento di Ñeembucú |
| ----------------------------- | ----- | --------------- | ------------------------------------------- |
| Alberdi                       | 110   | 7.823           | Carta politica del dipartimento di Ñeembucú |
| Cerrito                       | 627   | 4.647           | Carta politica del dipartimento di Ñeembucú |
| Desmochados                   | 285   | 1.613           | Carta politica del dipartimento di Ñeembucú |
| General José Eduvigis Díaz    | 338   | 3.642           | Carta politica del dipartimento di Ñeembucú |
| Guazú Cuá                     | 882   | 1.928           | Carta politica del dipartimento di Ñeembucú |
| Humaitá                       | 321   | 2.888           | Carta politica del dipartimento di Ñeembucú |
| Isla Umbú                     | 485   | 2.784           | Carta politica del dipartimento di Ñeembucú |
| Laureles                      | 856   | 3.241           | Carta politica del dipartimento di Ñeembucú |
| Mayor José de Jesús Martinez  | 394   | 3.904           | Carta politica del dipartimento di Ñeembucú |
| Paso de Patria                | 239   | 1.708           | Carta politica del dipartimento di Ñeembucú |
| Pilar                         | 258   | 27.980          | Carta politica del dipartimento di Ñeembucú |
| San Juan Bautista de Ñeembucú | 1.329 | 5.185           | Carta politica del dipartimento di Ñeembucú |
| Tacuaras                      | 1.872 | 3.280           | Carta politica del dipartimento di Ñeembucú |
| Villa Franca                  | 1.543 | 920             | Carta politica del dipartimento di Ñeembucú |
| Villa Oliva                   | 1.612 | 3.254           | Carta politica del dipartimento di Ñeembucú |
| Villalbín                     | 388   | 2.091           | Carta politica del dipartimento di Ñeembucú |

## Geografia fisica
Il dipartimento di Ñeembucú è situato nell'estremo lembo sud-orientale del Paraguay; è praticamente circondato dai fiumi Paraguay e Paraná e dai loro affluenti. Il territorio è prevalentemente costituito da pianure alluvionali; solo nella parte meridionale, nei pressi del fiume Paraná, vi sono delle modeste elevazioni chiamate "cerritos".

## Confini
Il Ñeembucú confina a nord con il dipartimento Central e con il Paraguarí, ad est con il dipartimento di Misiones. Il fiume Paraná a sud ed il Paraguay ad ovest separano il dipartimento dall'Argentina.

## Storia
Fin dagli anni della conquista spagnola il territorio è stato sfruttato per l'allevamento; mentre le fattorie dei coloni spagnoli si stabilirono a nord del fiume Tebicuary, tra questo e il Paraná predominarono invece le riduzioni gesuite. Le frequenti incursioni degli indios payaguá resero per anni instabili gli insediamenti, che cominciarono a svilupparsi solo dopo la fondazione nel 1714 di Villeta. Nel 1779 fu fondata Pilar, con il nome di Villa Ñeembucú; lo sviluppo demografico continuò con la fondazione del forte di Yabebyry, oggi nel territorio di Misiones, nel 1790 e più tardi, già nel XIX secolo, con quelle di Humaitá
e di Villa Oliva.
Durante la Guerra della triplice alleanza il dipartimento fu teatro di molti tra i principali scontri bellici.

## Il dipartimento
Nel 1906 fu istituito il dipartimento di Pilar con la città di Pilar come capoluogo; nel 1973 il dipartimento prese l'attuale nome e gli attuali confini, con il passaggio del distretto di Yabebyry al vicino dipartimento di Misiones.

## Economia
L'attività economica storica e tradizionale è l'allevamento di bovini, si stima che nel dipartimento siano presenti circa 500.000 capi di bestiame. Secondari sono l'allevamento di ovini, suini e caprini.
L'agricoltura è fondata su piccoli appezzamenti, la coltivazione principale è il cotone seguito dal mais. Sono inoltre coltivati la tapioca, le angurie e arachidi.
Anche la pesca nei fiumi e affluenti è un'importante fonte di occupazione.
È in forte crescita la produzione di miele, data la scarsa produttività agricola a causa della presenza di laghi e paludi l'apicoltura sta diventando un'interessante alternativa per la popolazione rurale.
L'industria è poco sviluppata, l'azienda più importante è una manifattura di Pilar specializzata nella lavorazione del cotone e nella produzione di tessuti; la sua presenza ha permesso il sorgere di un indotto di laboratori di confezioni nel capoluogo che occupa fondamentalmente manodopera femminile. L'industria ha diversificato negli ultimi anni i propri interessi, occupandosi anche di trasformazione alimentare.

### Turismo

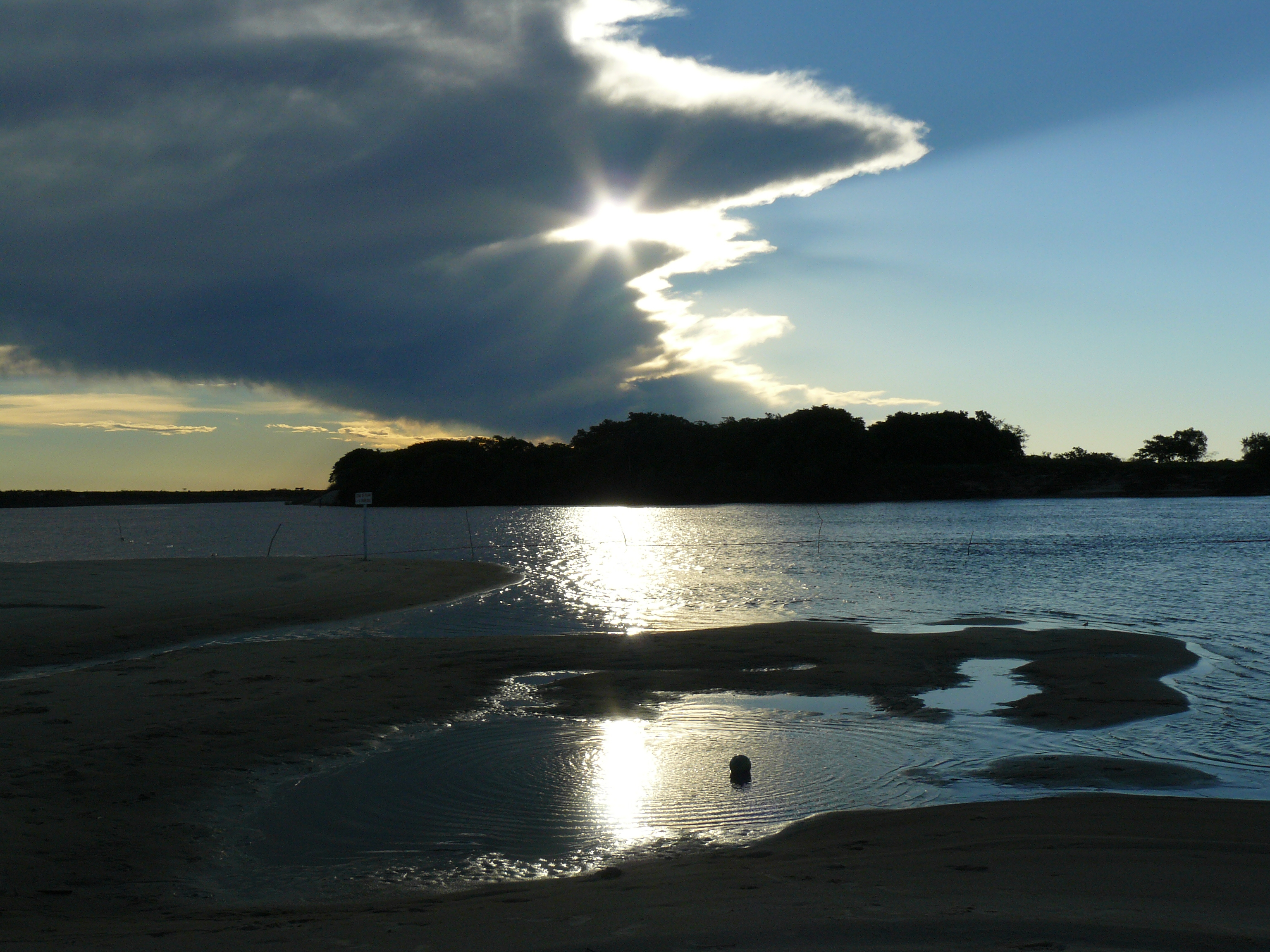
Fiume Paraguay

La natura ancora quasi incontaminata di buona parte del territorio rende il dipartimento una meta ideale per il turismo ecologico: le spiagge fluviali di Cerrito attraggono in estate i turisti mentre il settore della pesca sportiva ha cominciato ad essere sfruttato dagli operatori locali sui numerosi fiumi e torrenti che bagnano il territorio. 
Il turismo storico ha come propria meta il capoluogo Pilar, ma soprattutto la vicina Humaitá, dove i resti dell'antica chiesa di San Carlo Borromeo, chiamata la Ruina de Humaitá, sono diventati nel paese il simbolo della Guerra della triplice alleanza.
La città di Alberdi, infine, è meta di una particolare forma di turismo commerciale proveniente dalla vicina Argentina.

## Vie di comunicazione
Il problema principale del dipartimento è l'isolamento dal resto del paese. Da qualche anno è stata asfaltata la strada nazionale 4 Generale José Eduvigis Díaz, che congiunge il capoluogo con la città di San Ignacio, nel dipartimento di Misiones; si tratta per il momento dell'unica strada asfaltata nell'intero territorio dipartimentale. È in progetto di costruzione un ramo che raggiunga l'importante centro di Alberdi.